# NR1I2
NR1I2 (англ. Nuclear receptor subfamily 1 group I member 2) – білок, який кодується однойменним геном, розташованим у людей на короткому плечі 3-ї хромосоми.  Довжина поліпептидного ланцюга білка становить 434 амінокислот, а молекулярна маса — 49 762.
| 10         |  | 20         |  | 30         |  | 40         |  | 50         |
| ---------- |  | ---------- |  | ---------- |  | ---------- |  | ---------- |
| MEVRPKESWN |  | HADFVHCEDT |  | ESVPGKPSVN |  | ADEEVGGPQI |  | CRVCGDKATG |
| YHFNVMTCEG |  | CKGFFRRAMK |  | RNARLRCPFR |  | KGACEITRKT |  | RRQCQACRLR |
| KCLESGMKKE |  | MIMSDEAVEE |  | RRALIKRKKS |  | ERTGTQPLGV |  | QGLTEEQRMM |
| IRELMDAQMK |  | TFDTTFSHFK |  | NFRLPGVLSS |  | GCELPESLQA |  | PSREEAAKWS |
| QVRKDLCSLK |  | VSLQLRGEDG |  | SVWNYKPPAD |  | SGGKEIFSLL |  | PHMADMSTYM |
| FKGIISFAKV |  | ISYFRDLPIE |  | DQISLLKGAA |  | FELCQLRFNT |  | VFNAETGTWE |
| CGRLSYCLED |  | TAGGFQQLLL |  | EPMLKFHYML |  | KKLQLHEEEY |  | VLMQAISLFS |
| PDRPGVLQHR |  | VVDQLQEQFA |  | ITLKSYIECN |  | RPQPAHRFLF |  | LKIMAMLTEL |
| RSINAQHTQR |  | LLRIQDIHPF |  | ATPLMQELFG |  | ITGS       |  |            |

A: Аланін

C: Цистеїн

D: Аспарагінова кислота

E: Глутамінова кислота

F: Фенілаланін

G: Гліцин

H: Гістидин

I: Ізолейцин

K: Лізин

L: Лейцин

M: Метіонін

N: Аспарагін

P: Пролін

Q: Глутамін

R: Аргінін

S: Серин

T: Треонін

V: Валін

W: Триптофан

Кодований геном білок за функціями належить до рецепторів, активаторів. 
Задіяний у таких біологічних процесах як транскрипція, регуляція транскрипції, поліморфізм, альтернативний сплайсинг. 
Білок має сайт для зв'язування з іонами металів, іоном цинку, ДНК. 
Локалізований у ядрі.